# シュネル・シン
シュネル・シン（Shneil Singh、1997年2月2日 - ）は、ニュージーランド出身のラグビーユニオン選手。

## プロフィール
- ポジションはロック(LO)。
- 身長 197cm、体重 110kg
- U20ニュージーランド代表候補に選ばれたことがある[2]。

## 略歴
セントポールカレッジエイト、ワイカトを経て、2017年、トヨタ自動車ヴェルブリッツに加入。
2018年9月1日に行われたジャパンラグビートップリーグ第1節のサントリーサンゴリアス戦にて先発出場で日本での公式戦初出場を果たす。
2020年、トヨタ自動車ヴェルブリッツを退団した。